# Po volčjih stopinjah
Po volčjih stopinjah je slovenski roman, ki je izšel leta 2011 pri novomeški založbi Noua v nakladi 500 izvodov.

## Vsebina
Knjiga je zgrajena iz štirih delov in epiloga. Zgodba je napisana v prvi osebi. Dogajanje je postavljeno v Ljubljani, nekaj pa tudi v mestu Bonn in v Frankfurtu. Glavni junak je politik Herman Završnik, prijatelj Andreja Kramaršiča, njegovi sodelavci pa so še Gorazd, Marko, Miro. Herman ima ženo Katjo in sina Roka. Poleg tega pa ima tudi ljubico Ano Glavar, ki je priznana novinarka. Spoznamo še Janeza Novaka, Mihovega brata, ki je poročen s Sonjo Novak. Janez je direktor Centra za kapitalski razvoj, bil pa je direktor podjetja Serval. Njegova žena Sonja je direktorica podjetja Zlitina. 
Šušlja se, da financiranje Hermanove stranke prihaja s strani Servala, ki pa naj bi se ukvarjal s sumljivimi posli, prodajo belega blaga (Ukrajinke in Moldavijke) ter s preprodajo orožja. 
Herman hoče ugotoviti, ali je res, da se stranka financira iz »umazanega« denarja. Zgodba se še bolj zaplete, ko se Andreju dogodi prometna nesreča, ki jo povzroči A. Pečnik iz Kočevja, ki naj bi jo, kot to izvemo pozneje, storil namerno. Na koncu romana Marko oziroma stranka zmaga na volitvah, Katja in Herman pa se ločita. Herman se izseli, na koncu knjige pa spoznamo tudi Barbaro, njegovo novo »simpatijo«.